# Paréage de Andorra (1278)

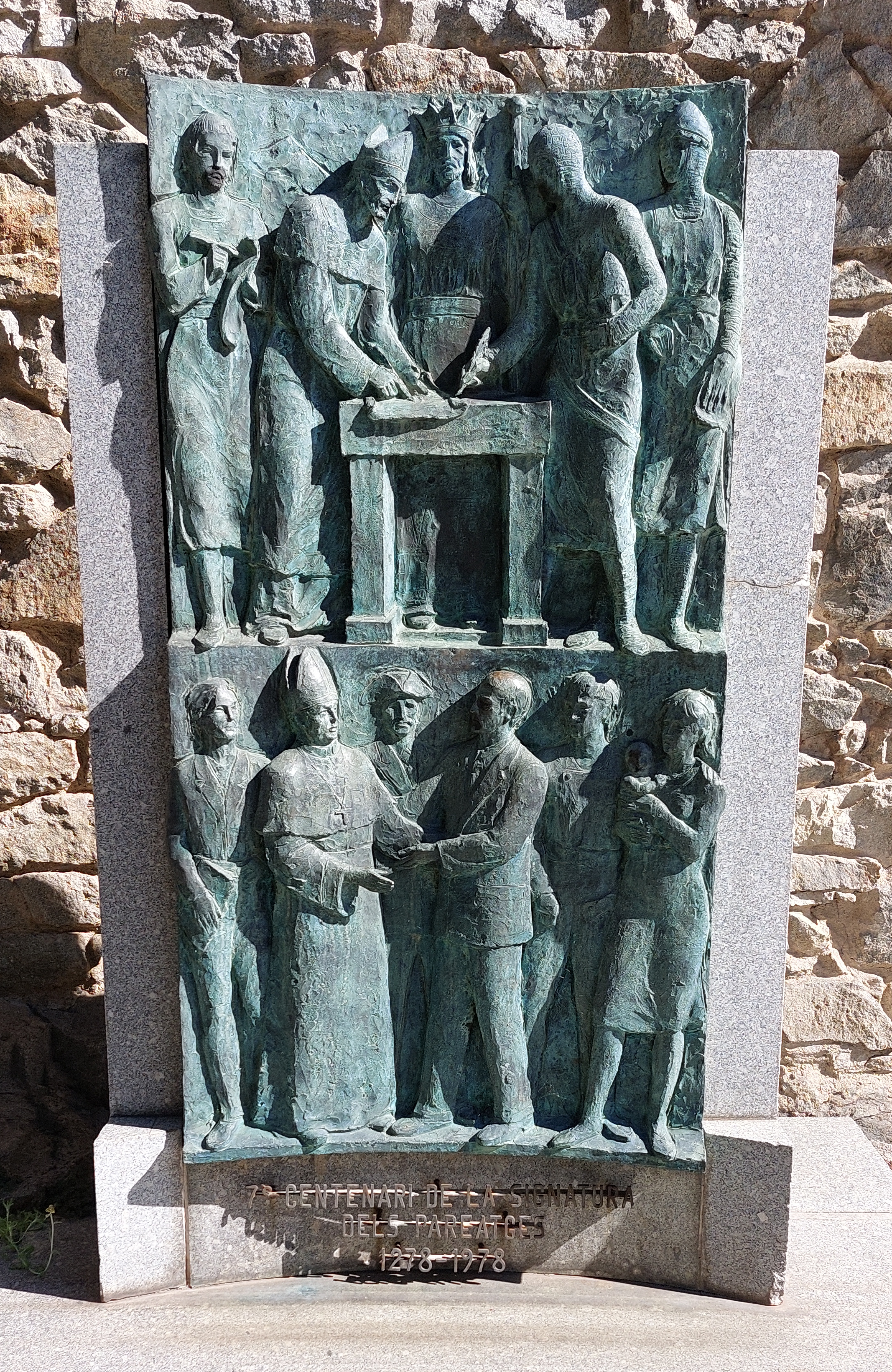
Estatua en la Casa de la Vall que conmemora el 700 aniversario de la firma de los Paréages de Andorra.

El primer Paréage de Andorra (en catalán: Tractat de pareatge) fue una carta feudal firmada en Lérida el 8 de septiembre de 1278. Codificó un acuerdo laico y eclesiástico entre el conde de Foix, Roger Bernardo III, y el obispo de Urgel, Pedro de Urgio, estableciendo su soberanía conjunta sobre el territorio de Andorra. El paréage estableció el sistema de condominios en Andorra, colocándolo bajo la soberanía de ambos señores. Este sistema fue ratificado más tarde en 1993 por la firma de la Constitución de Andorra.
Se firmó un segundo paréage el 6 de noviembre de 1288, que complementó y abordó una serie de cláusulas en el primer paréage. Juntos, estos dos paréages constituyeron la primera ley básica de Andorra, y fueron los documentos constitucionales más importantes de la nación hasta la ratificación de la Constitución en 1993.
Tras una serie de matrimonios, los títulos del Conde de Foix, incluido su co-señorío sobre Andorra, pasaron al monarca francés cuando Enrique IV de Bearne, Conde de Foix y Navarra, se convirtió en Rey de Francia. Por lo tanto, Enrique IV fue el primer rey francés en ser también copríncipe de Andorra, un título que eventualmente pasaría al presidente de hoy. Con la Constitución en 1993, el sistema de gobierno fue modificado para proporcionar una democracia parlamentaria, en la cual los gobernantes permanecieron como jefes de Estado ceremoniales.
Solo existe una copia de cada uno de los paréages existentes. La copia del primer paréage se conserva en el Archivo Histórico Nacional de Andorra. Se cree que su original, que se guardó en los Archivos del Castillo de Foix, en Ariège, fue destruido durante un incendio en el siglo XX. El segundo paréage se conserva en el Archivo Diocesano y Capitular de Urgel, en Seo de Urgel, España. El original se mantuvo en la ciudad de Tournai, y fue destruido con el resto de los archivos cuando la ciudad fue bombardeada en 1940 durante la Segunda Guerra Mundial.
Los paréages permanecieron en vigor sin ajustarse durante siete siglos. En 1978, con motivo del séptimo centenario de la firma del paréage, el servicio postal francés emitió un sello que muestra el preámbulo del Acte de 1278.